# James Kekela

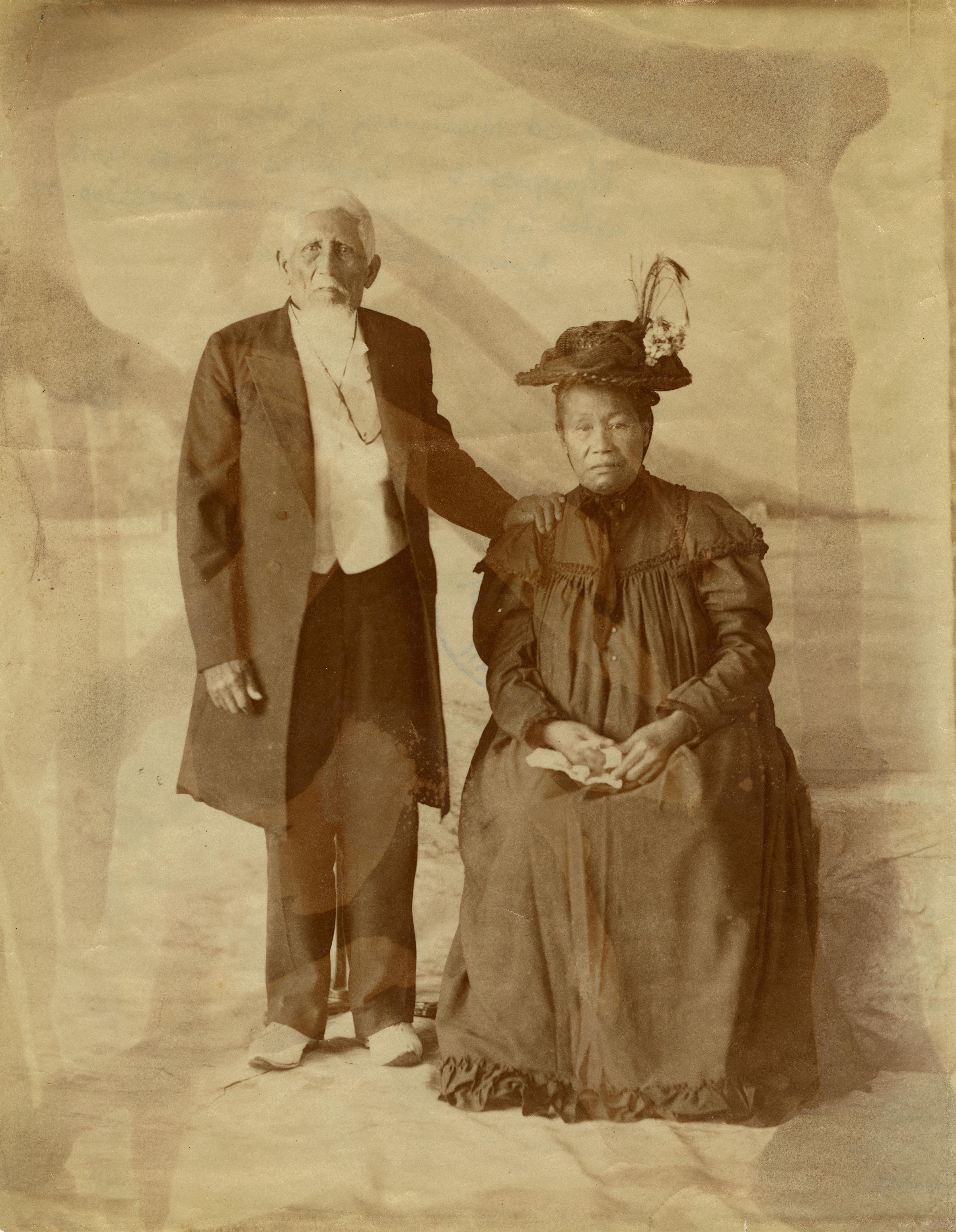
James Kekela und seine Frau Naomi.

James Hunnewell Kekela (* 22. Mai 1824; † 29. November 1904) war ein Hawaiier (kanaka maoli) und 1849 der erste hawaiische Christ, der als protestantischer Pastor (minister) ordiniert wurde. Er arbeitete als Missionar auf den Marquesas. Präsident Abraham Lincoln schenkte ihm eine goldene Taschenuhr, nachdem er einen amerikanischen Seemann vor Kannibalen gerettet hatte.

## Leben
Kekela wurde in Mokulēʻia auf der Insel Oʻahu geboren. In seiner Jugend wurde er Christ durch die Arbeit des amerikanischen Missionars Reverend John S. Emerson in Waialua. Er besuchte die Sunday school von Reverend Benjamin Wyman Parker. Daneben besuchte er das Lahainaluna Seminary auf Kosten von Captain James Hunnewell, dessen Namen er daraufhin annahm.
Am 21. Dezember 1849 wurde Kekela ordiniert als protestantischer Geistlicher (Reverend). Er war der erste eingeborene Hawaiier, der ordiniert wurde. Anfangs arbeitete er als Pastor an der kleinen Kirche in Kahuku, Oʻahu. 1852 begleitete er eine Erforschungsmission nach Mikronesien um neue Missionsfelder zu finden. 1853 wurde Kekela zusammen mit seiner Frau Naomi gebeten, sich der neuen protestantischen Mission in den Marquesas Islands anzuschließen.
Von 1853 bis zu seiner Pensionierung 1899 lebte und arbeitete Kekela auf den Marquesas. Er leitete die Mission zusammen mit Reverend Samuel Kauwealoha und Reverend Zachariah Hapuku (welcher 1861 eintraf). Andere Missionarsehepaare folgten. Der Erfolg der hawaiischen Mission war jedoch zunächst nur gering und erlebte viele Rückschläge. Dennoch behielt die moderne protestantische Kirche in den Marquesas „die Prägung durch ihre hawaiischen Gründer“ (retained the imprint of its Hawaiian founders). Am 14. Januar 1864 rettete Kekela den amerikanischen Seemann Jonathan Whalon, vom Walfänger Congress aus New Bedford vor einem Kannibalenhäuptling und dessen Männern auf Hiva Oa. In Dankbarkeit für diesen Dienst an einem amerikanischen Bürger verlieh Präsident Abraham Lincoln ihm eine goldene Taschenuhr von Cartier. Die Uhr trug die Gravur:

„Vom Präsident der Vereinigten Staaten an Rev. J. Kekela für sein edles Verhalten in der Rettung eines amerikanischen Bürgers vor dem Tod auf der Insel Hiva Oa am 14. Januar 1864.“

Nach seiner Pensionierung kehrte er 1899 zurück nach Hawai’i, wo er am 29. November 1904 in Honolulu starb. Er wurde auf dem Friedhof der Kawaiahaʻo Church bestattet.

## Familie
Mit seiner Frau Naomi, die eine Ausbildung am Wailuku Female Seminary erhalten hatte, hatte Kekela einige Kinder: In seinem Nachruf werden zwei Söhne und vier Töchter erwähnt.